# Stroudia longisissimus
Stroudia longisissimus är en stekelart som först beskrevs av Giordani Soika 1938.  Stroudia longisissimus ingår i släktet Stroudia och familjen Eumenidae. Inga underarter finns listade i Catalogue of Life.